# Podkova, Kărdjali
Podkova (în bulgară Подкова) este un sat în comuna Kirkovo, regiunea Kărdjali,  Bulgaria. 

## Demografie
Componența etnică a satului Podkova
     Turci (84,87%)
     Bulgari (7,84%)
     Nicio identificare (7,28%)
     Altele (0%)
La recensământul din 2011, populația satului Podkova era de 357 locuitori. Din punct de vedere etnic, majoritatea locuitorilor (84,87%) erau turci, cu o minoritate de bulgari (7,84%). Pentru 7,28% din locuitori nu este cunoscută apartenența etnică.